# Nödinge

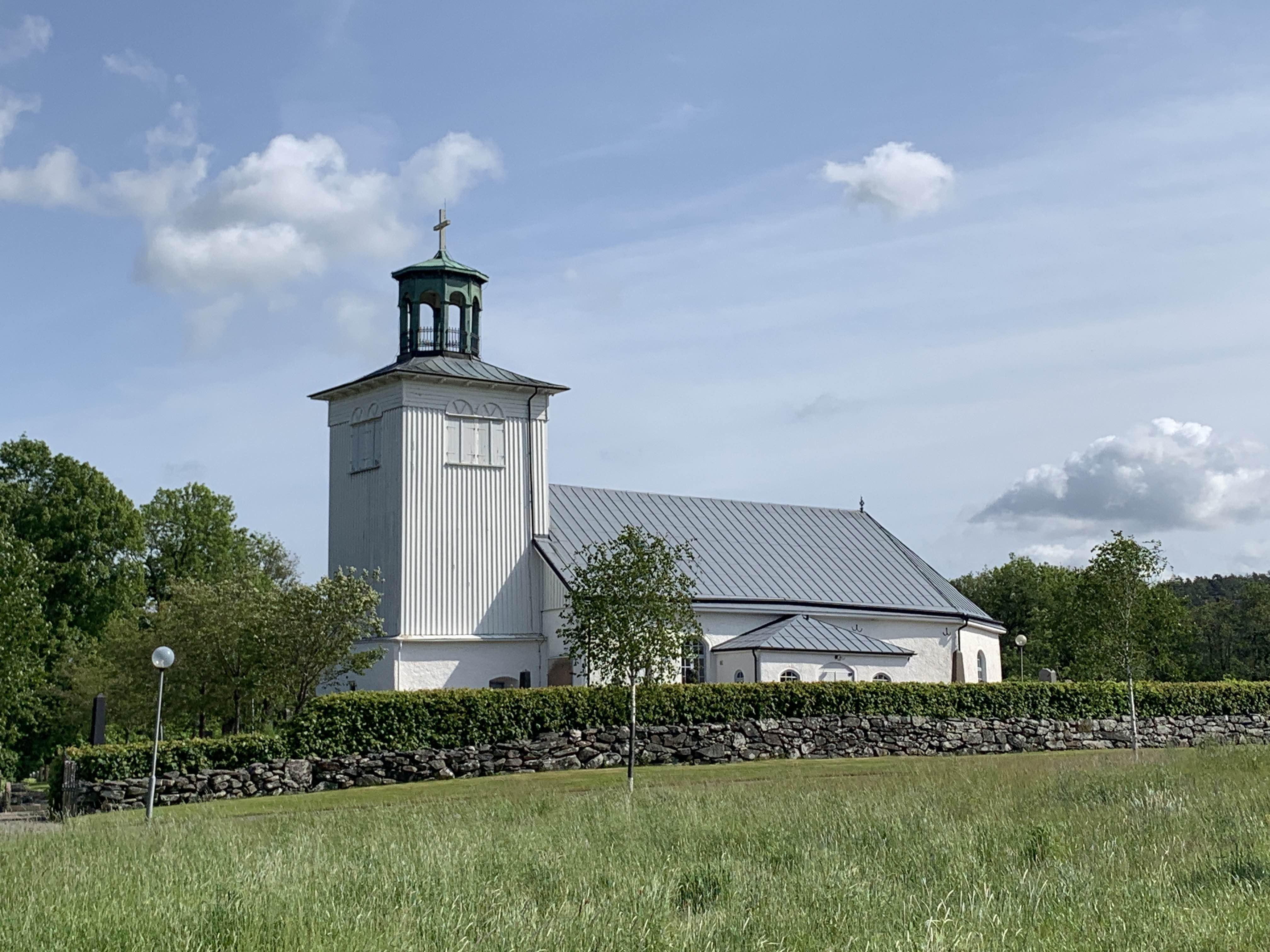
Nödinge kyrka.

Nödinge är en del av tätorten Nödinge-Nol och kyrkbyn i Nödinge socken, belägen på östra sidan av Göta älv cirka 2 mil nordost om Göteborg.

## Befolkningsutveckling
| Befolkningsutvecklingen i Nödinge 1960–1980 | Befolkningsutvecklingen i Nödinge 1960–1980 | Befolkningsutvecklingen i Nödinge 1960–1980 | Befolkningsutvecklingen i Nödinge 1960–1980 | Befolkningsutvecklingen i Nödinge 1960–1980 |
| ------------------------------------------- | ------------------------------------------- | ------------------------------------------- | ------------------------------------------- | ------------------------------------------- |
|                                             |                                             |                                             |                                             |                                             |
| År                                          |                                             |                                             | Folkmängd                                   |                                             |
| 1960                                        | 1960                                        |                                             | 376                                         |                                             |
| 1965                                        | 1965                                        |                                             | 447                                         |                                             |
| 1970                                        | 1970                                        |                                             | 1 370                                       |                                             |
| 1975                                        | 1975                                        |                                             | 3 275                                       |                                             |
| 1980                                        | 1980                                        |                                             | 4 174                                       |                                             |
| Anm.: Sammanvuxen med Nol 1990              |                                             |                                             |                                             |                                             |

## Samhället
Nödinge ligger på kuperad mark med Vimmersjön i öster och vattendraget Hållsdammsbäcken (Nödingeån) som flyter rakt igenom samhället. 
Orten domineras av hyreshus och radhus samt ett centrum med många friliggande villor omkring. I centrum ligger Ale Torg och Ale Kulturrum som även innehåller Da Vinci-skolan för elever i årskurs 7-9. Det finns ytterligare två grundskolor, vårdcentral, bibliotek, två idrottshallar, småbåtshamn och en niohåls golfbana.

## Trafik
Nödinge ligger vid väg E45 och vid Norge/Vänerbanan. Pendeltåg stannar vid Nödinge station.

## Sjöar
Inom den förra Nödinge kommun finns ett tjugotal mindre sjöar.
- Vimmersjön - kallades 1656 Nödinge sjö. Namnet tros ha uppstått ur de fornsvenska adjektivet vimber, med betydelsen 'livlig eller orolig.'
- Surtesjön - en del av sjön tillhör Vättle härad. I närhet ligger ett par mindre sjöar, och 1851 omtalas båda som kvarndammar. "Fågeldammarna" är ett senare namn på dem.
- Öxnapotten - kallades "Öxna Påtten sjö" 1825. Namnet sannolikt från fornsvenskans oxe och dialektordet pott i betydelsen 'vattenpuss.'
- Mollsjön - skrevs Miöl-Siön 1645. Större delen ligger i Starrkärrs kommun, och en mindre del i Vättle härad. Fornsvenskans möl = mal, tros förklara förledet 'Moll-'.
- Stora och Lilla Mitt järn - ligger emellan andra, mindre tjärnar och omtalas 1851. I närheten av dessa ligger Hundsjön, samt Lille Brunn, också omtalad 1851.
- Björsjön — troligen samma sjö som 1654 kallades "Liuswatnet" och 1825 "Lysewans Sjö". Namnets betydelse ur ordet 'bäver'.
- Nösjön - eller "Nöte Sjön" både 1654 och 1656, med betydelsen 'nöt' = boskap.
- Orre kärr - även Öresjö 1825, eller "Örekärn". Förledet Öre- av ordet 'ör', som betyder 'grus', och som förvanskats till 'orre'.
- Klar vattnet eller Klar sjön - mellan Nödinge och Vättle härad, på 100 meters höjd.
- Lilla Målen - omtalas 1851. Namnets ursprung är ovisst.

Övriga sjöar är Lommetjärn, Hålbäckstjärn, Videtjärn och Svälte kärr.

## Skolor
- Nödingeskolan (byggd 1971) (renoverat 2014). Åk F-3 skola
- Kyrkbyskolan (byggd 1981) (renoverat 2014). Åk 4-6 skola
- Da Vinci-skolan Åk 7-9 (byggd 1995) (renoverat 2019) (inrymd i f.d Ale gymnasium - numer Ale Kulturrum)

## Idrott
Orienteringsklubben Alehof har sin verksamhet vid Dammekärr strax öster om samhället.

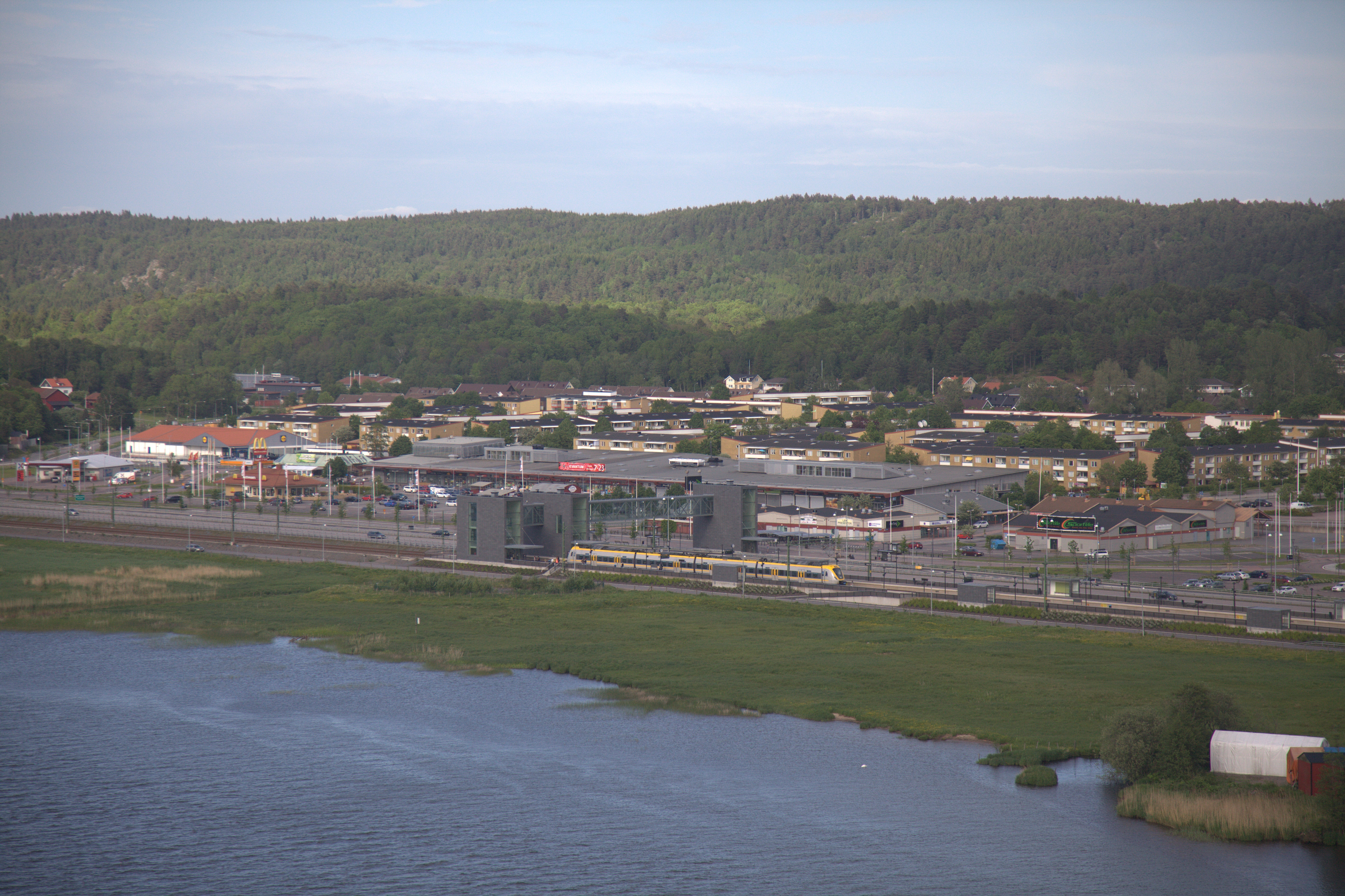
Nödinge från Mariebergs naturreservat.

2005 påbörjades byggandet av en golfbana, väster om Bräckans väg och öster om bostadsområdet Denofa. Golfbanan invigdes året därpå och drivs av Nödinge golfklubb. Där golfbanan nu är belägen fanns tidigare en vacker skog med goda möjligheter till närrekreation, trivsamma ridstigar, samt ängsmark med betande nötkreatur.
Orten har ett fotbollslag vid namn Nödinge SK. Hemmaplan för Nödinge SK är Vimmervi IP.

## Orten i media
Orten var inspelningsplats för Sveriges Televisions TV-serier "Vid din sida" år 1982 med bland andra Micha Gabay och Gunilla Nyroos i rollerna, samt "Orka! Orka!" år 2004.

## Kända profiler
- Marika Domanski Lyfors, fotbollsspelare och -tränare (Spelade i Nödinge SK under åren 1971-1974).
- Filip Johansson, bandy- och fotbollsspelare.
- Gideon Ståhlberg, internationell stormästare i schack.

## Bilder

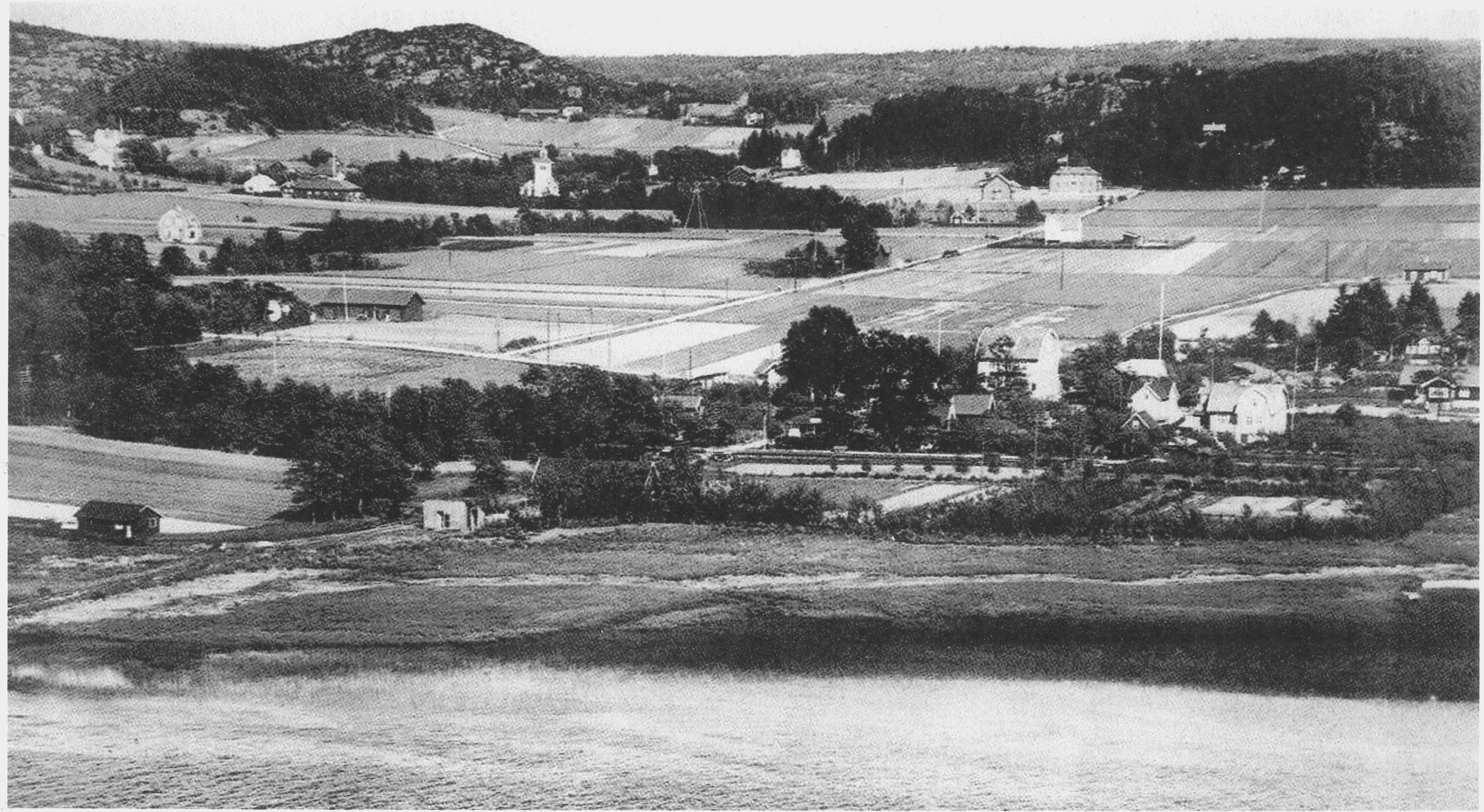
Nödinge kyrkby ca 1930 sett från Marieberg på andra sidan Göta älv.
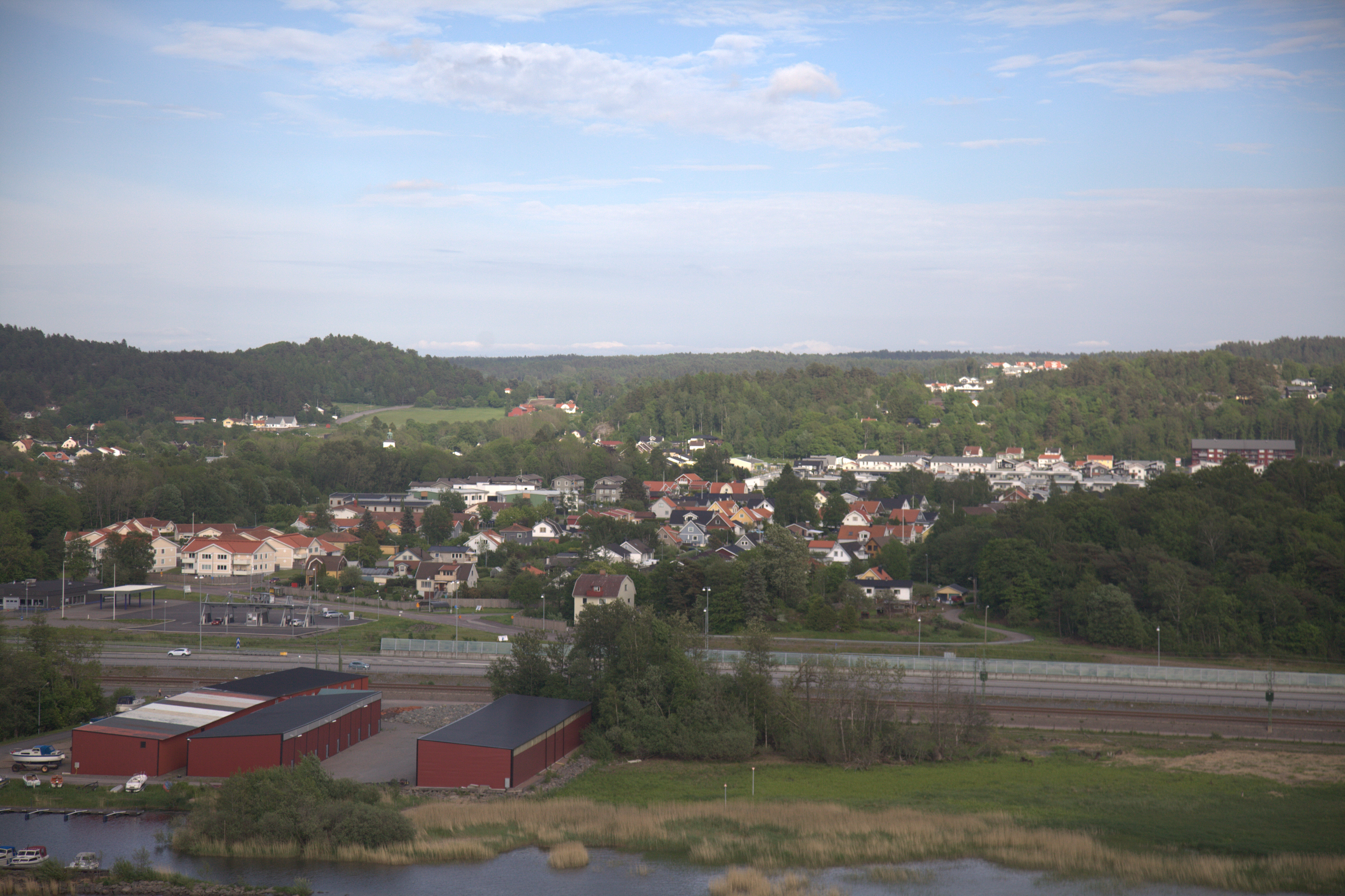
Samma vy som på bilden från 1930 men tagen 2014.